# Мольяно-Венето

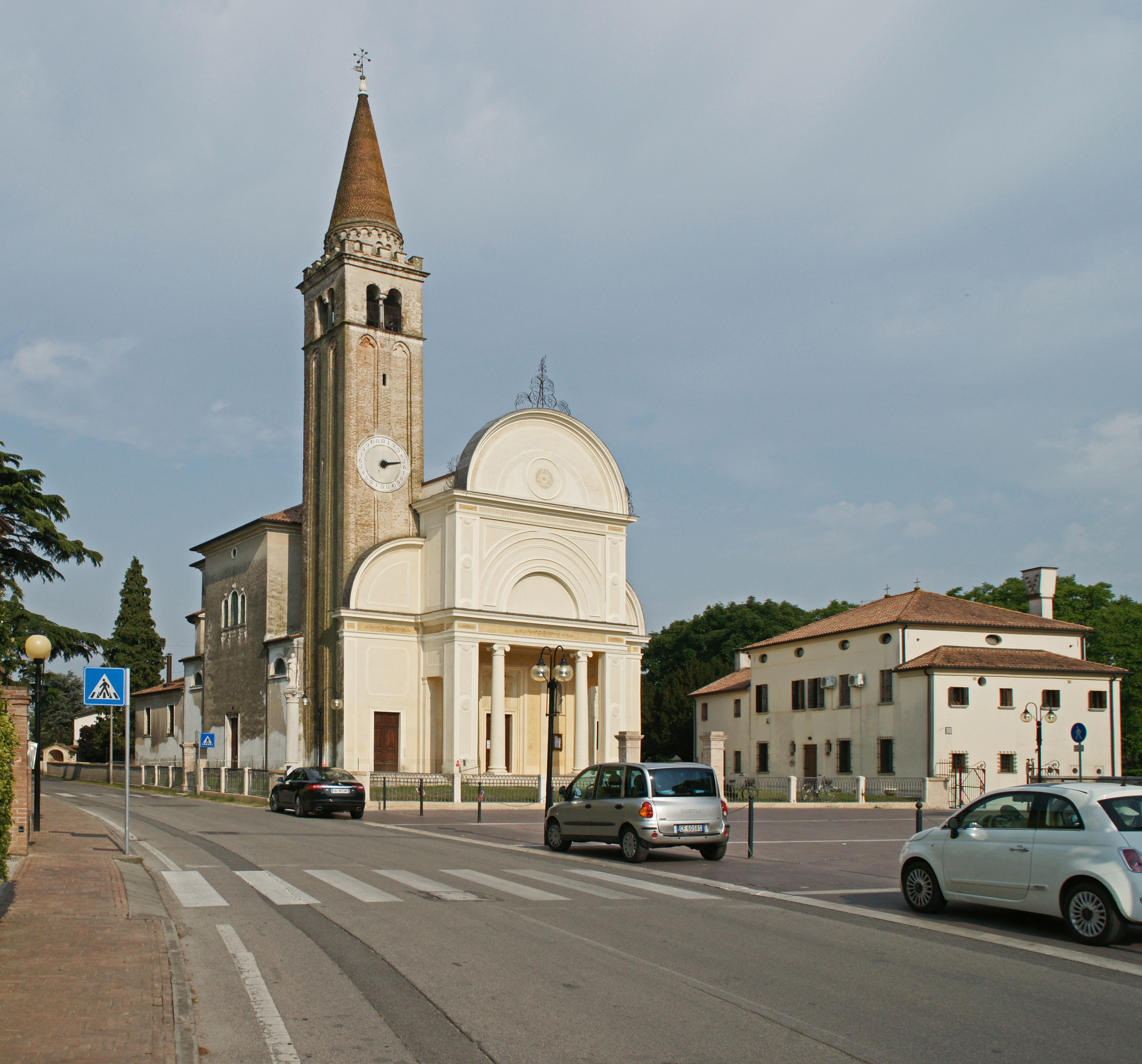
Santa Elena - Mogliano

Мольяно-Венето (італ. Mogliano Veneto, вен. Mojan) — муніципалітет в Італії, у регіоні Венето, провінція Тревізо.
Мольяно-Венето розташоване на відстані близько 410 км на північ від Рима, 16 км на північний захід від Венеції, 12 км на південь від Тревізо.
Населення — 27 720 осіб (2014).
Щорічний фестиваль відбувається 15 серпня. Покровителька — Богородиця Небовзята.

## Демографія
Населення за роками:

Станом на 1 січня 2023 року в муніципалітеті офіційно проживало 2339 іноземців з 82 країн, серед них 766 громадян країн Євросоюзу та 167 громадян України.

## Сусідні муніципалітети
- Казале-суль-Сіле
- Маркон
- Преганцьоль
- Куарто-д'Альтіно
- Скорце
- Венеція
- Церо-Бранко